# Kategorie (Philosophie)
Unter Kategorien (griechisch κατηγορία kategoria u. a. ‚Anklage‘, später ‚Eigenschaft‘, ‚Aussage‘ oder ‚Prädikat‘) versteht man in der Logik Grundbegriffe, innerhalb der Ontologie und Metaphysik Grundmerkmale des Seienden. Da das Verb kategorein ins Lateinische übersetzt praedicare lautet, heißen Kategorien insbesondere im Mittelalter auch Prädikamente. Bei Kant sind Kategorien apriorische Denkformen und somit die Grundvoraussetzung für alle Erfahrungen. Im 20. Jahrhundert werden die Kategorien als offene Begriffssysteme zur Strukturierung der erfahrbaren Welt aufgefasst und ausgearbeitet. Philosophische Kategorien sind insofern absolut, als sie sich nicht auf andere allgemeinere Begriffe zurückführen lassen. Alle Wissenschaften haben ihr Kategoriegefüge. In der Physik sind solche Kategorien z. B. die sieben Basisgrößen.

## Platon
Das Grundproblem der Kategorien ist das der Ordnung und der Hierarchie des Seienden. Im Anschluss an das parmenideische und heraklitische Denken steht bei Platon die Frage nach dem, was das Seiende ist und welche Art von Sein ihm zukommt, im Vordergrund. Die Frage lautet also, was es eigentlich heißt, wenn wir sagen, etwas „ist“. Diese für das alltägliche Denken ungewohnte Frage erweist sich als eine der schwierigsten Grundfragen der Philosophie bzw. der Ontologie.
Konsequent befragt, stellen wir dabei fest, dass die wenig reflektierten alltäglichen Aussagen über die Welt und ihren Charakter bei genauerem Nachdenken oft nicht zu halten sind. Da wir aber trotz aller philosophischen Ungewissheit über die letzten Fragen doch Erkenntnis über Sachverhalte und Dinge erlangen können, lässt er in seinen platonischen Dialogen Sokrates die Frage nach den Strukturen unserer Erkenntnis stellen. Auffällig dabei ist, dass wir trotz aller Mannigfaltigkeit von Dingen und Sachverhalten offenbar etwas Allgemeines und Identisches innerhalb der Welt erfassen können.
Die Grundlage für diese Fähigkeit ist für Platon die Teilhabe an unveränderlichen Ideen, die wie Vorlagen für die einzelnen, konkreten Dinge zu verstehen sind, denen diese „nachgebildet“ sind. So nimmt etwa ein konkreter Tisch an der Idee eines Tisches bzw. einer ‚Tischhaftigkeit‘ teil und ist dieser Idee durch die Hand des Tischlers nachempfunden. Der Begriff der Idee ist dabei von dem griechischen Wort idein, sehen, als Substantiv abgeleitet. Doch die Ideen können nur durch das Denken erkannt werden.
Im Dialog Sophistes stellt Platon fünf oberste Gattungen oder Metaideen vor. Diese sind inhaltlich nicht mit anderen Begriffen verknüpfbar und stellen deshalb die ursprünglichen Prinzipien des Seins dar, weil sie nicht auf andere zurückführbar sind. Er entwickelte in diesem Dialog die erste Kategorienstruktur zur Beschreibung des Seins in der antiken Philosophie. Diese Begriffe sind das Seiende, Ruhe und Bewegung sowie Selbigkeit und Verschiedenheit. Die Gemeinschaft dieser Begriffe liegt in ihrem Anteil am Sein, während sie untereinander gänzlich verschieden sind. Keiner der Begriffe ist in einem anderen enthalten.

## Aristoteles
Aristoteles folgt Platon in weiten Teilen, allerdings räumt er dem Begriff der ousia (Wesen, Substanz) eine besondere Bedeutung ein. Im Phaidon hatte Platon über die ousia ausgesagt, sie sei das, was ein jegliches Seiendes als es selbst ist (Phaidon 65d-e; 75d). Diese Merkmalsbestimmung übernimmt Aristoteles, allerdings verschärft er ihre Bedeutung: die Frage nach dem Was ist alles Wesen?, womit das einzelne Wesen einer Sache gemeint ist, wendet sich in die nach Aristoteles philosophische Grundfrage: Was ist das Wesen selbst?
Aristoteles gilt als Begründer der „Kategorienlehre“ im engeren Sinne, die unter anderem in der Schrift Die Kategorien abgehandelt wird (deren Titel aber nicht von Aristoteles selbst stammt). Hier (Kat. 4, 1b 25) unterscheidet Aristoteles zehn Kategorien (in Klammern zunächst kursiv der griechische Ausdruck, dann die von Aristoteles an dieser Stelle gegebenen Beispiele):
1. Substanz (ousia, ein Mensch, Pferd),
2. Quantität (poson, ein zwei (drei) Ellen Langes),
3. Qualität (poion, ein Weißes, ein der Grammatik Kundiges),
4. Relation (pros ti, ein Doppeltes, ein Halbes, Größeres),
5. Wo (pou, auf dem Markt, im Lyzeum),
6. Wann (pote, gestern, voriges Jahr),
7. Lage (keisthai, er liegt, sitzt),
8. Haben (echein, er ist beschuht, bewaffnet),
9. Tun (poiein, er schneidet, brennt),
10. Leiden (paschein, er wird geschnitten, gebrannt).

Dieselben Kategorien (allerdings ohne Beispiele) nennt Aristoteles in Top. I 9 (103b 20). An anderen Stellen zählt Aristoteles weniger Kategorien auf (Analyt. post. I 22, 83a 21; 83b 16; Phys. V 1, 225b 6, Met. V 7, 1017a 24ff).
Aristoteles stellt die erste Kategorie, die Substanz, den übrigen, den Akzidenzien, gegenüber (z. B. in Analyt. post. I 22, 83a 25). Diese Unterscheidung ergibt sich dadurch, dass die Substanz selbstständig existiert, während es die Akzidenzien nur mit einer Substanz geben kann. So kann beispielsweise Sokrates ohne seinen Bart existieren, aber der Bart kann nicht ohne Sokrates existieren. Dadurch ist es möglich zu erklären, warum beispielsweise eine Person, die sich im Laufe der Zeit verändert, also akzidentelle Veränderungen erfährt, dennoch substanziell dieselbe Person bleibt. Sokrates kann also seinen Bart abnehmen und doch weiterhin Sokrates bleiben.
Innerhalb der Substanz unterscheidet Aristoteles nochmals zwischen erster und zweiter Substanz (vgl. Kat. 5, 2a 25). Die erste Substanz ist dabei das Individuum, also z. B. Sokrates, die zweite Substanz ist die Art des Individuums, also z. B. Mensch. Das Verhältnis von Individuum und Art wird im Mittelalter im Universalienstreit thematisiert: Hier geht es um die Frage, ob Arten auch unabhängig von Individuen existieren.
Bedeutende Kommentare zu Aristoteles verfassten u. a.
- Lukios und Klaudios Nikostratos (2. Jahrhundert n. Chr.)
- Plotin (205–270), Porphyrios und Dexippos (3. bzw. 4. Jhdt).

Für die Tradierung war lange die Schrift Categoriae decem, auch Paraphrasis Themistiana genannt, bedeutend, eine lateinische Zusammenfassung der Kategorienschrift des Aristoteles.

## Stoa
Während Aristoteles untersucht hatte, in welcher Weise Aussagen über etwas Seiendes möglich sind, war das Interesse der Stoiker darauf gerichtet, Einteilungen für die realen Objekte zu finden. Sie unterschieden deshalb – erstmals bei Chrysippos von Soli bezeugt – vier „Gattungen des Seienden“: Das Substrat als die Substanz, die allen Dingen als Stoff zugrunde liegt (Hypokeimenon), die an das Substrat gebundene Eigenschaft, die zum Wesen des Einzeldings gehört und in ihm konkret wird (Poion), das an die jeweilige Situation gebundene Sichverhalten (Pos echon) sowie Eigenschaften, die sich nur aus der Relation zu anderem Sichverhalten ergeben, wie etwa Vater und Sohn oder rechts und links oder die sich gegenseitig stützenden Steine eines Torbogens (Pros ti pos echon). Wie bei allen anderen philosophischen Richtungen sind die Kategorien und ihr Verhältnis zueinander auch hier Ausdruck der inneren Ordnung des Kosmos.

## Thomas von Aquin
Auch Thomas von Aquin unterscheidet zwischen Substanz und Akzidenz und steht damit, wie überhaupt die mittelalterliche Philosophie, in der Tradition des Aristoteles. Außerdem ist für Thomas aber die Verbindung von Philosophie und Theologie ein zentraler Aspekt.
In diesem Zusammenhang rückt vor allem das Göttliche in den Blick. Wie sollte das göttliche Sein unter den Vorstellungen des Aristoteles zu verstehen sein? Aristoteles selbst sprach von einem „unbewegten Beweger“, was jedoch der christlichen Offenbarung mit ihrem personalisierten Gottesbild widerspricht. Thomas steht deshalb vor der Aufgabe, die christliche Gottesvorstellung mit den ontologischen Begriffen des Aristoteles zu vereinen und miteinander zu versöhnen. Zentrale Begriffe sind hier Wesen und Sein, Mögliches und Wirkliches sowie Form und Materie.
Letztlich muss Thomas aufzeigen, in welcher Form sich Gott von allem anderen Sein abhebt und wie dies innerhalb des aristotelischen Denkens, dem Thomas treu zu bleiben versucht, widerspruchsfrei zu denken ist. Ein Beispiel für dieses Vorgehen mag das Begriffspaar „Möglichkeit“ und „Wirklichkeit“ bieten. Jedes Individuum hat, ganz im Sinne Aristoteles, „Essenz“, d. h. Wesen, und Existenz, d. h. Dasein. Ob sich die Essenz in der Existenz verwirklicht, ist Teil der Verwirklichung von Möglichkeiten. Diesem Bild entspricht die Beobachtung der Natur: So hat ein Same das Potential, eine Pflanze zu werden.
Für das Sein Gottes muss es nun möglich sein zu denken, dass Er dieser Beschränkung nicht unterliegt. Nur in Gott, so Thomas, findet sich alleine der Aspekt der Wirklichkeit: Gott ist der reine Akt. Gott ist das einzige Seiende, in dem keinerlei Möglichkeit ist (weder hinsichtlich der Existenz noch hinsichtlich der Wesenheit). In Gott findet sich die Verwirklichung, ohne dass sie aus einer Potentialität der Wesenheit hervorgegangen wäre.

## Immanuel Kant
| 1. Der Quantität: |
| ----------------- |
| Einheit           |
| Vielheit          |
| Allheit.          |

| 2. Der Qualität: |
| ---------------- |
| Realität         |
| Negation         |
| Limitation.      |

| 3. Der Relation:                                                         |
| ------------------------------------------------------------------------ |
| der Inhärenz und Subsistenz (substantia et accidens)                     |
| der Causalität und Dependenz (Ursache und Wirkung)                       |
| der Gemeinschaft (Wechselwirkung zwischen dem Handelnden und Leidenden). |

| 4. Der Modalität:             |
| ----------------------------- |
| Möglichkeit – Unmöglichkeit   |
| Dasein – Nichtsein            |
| Notwendigkeit – Zufälligkeit. |

| 1. Der Quantität: |
| ----------------- |
| Einheit           |
| Vielheit          |
| Allheit.          |

| 2. Der Qualität: |
| ---------------- |
| Realität         |
| Negation         |
| Limitation.      |

| 3. Der Relation:                                                         |
| ------------------------------------------------------------------------ |
| der Inhärenz und Subsistenz (substantia et accidens)                     |
| der Causalität und Dependenz (Ursache und Wirkung)                       |
| der Gemeinschaft (Wechselwirkung zwischen dem Handelnden und Leidenden). |

| 4. Der Modalität:             |
| ----------------------------- |
| Möglichkeit – Unmöglichkeit   |
| Dasein – Nichtsein            |
| Notwendigkeit – Zufälligkeit. |

Immanuel Kant ersetzt die ontologische Sichtweise der Tradition durch eine erkenntnistheoretische Betrachtung. Kategorien sind für ihn Grundbegriffe des reinen Verstandes oder reine Verstandesbegriffe, über die wir unabhängig von und vor aller Erkenntnis (a priori) verfügen müssen. Sie sind somit Vorstellungen, die uns gegeben sind oder die „ursprünglich“ erworben werden können – also mit jeder Erfahrung, aber ohne dass eine bestimmte Erfahrung notwendig wäre. Dieser Standpunktwechsel wird in Anlehnung an Kant selbst oft als „Kopernikanische Wende“ bezeichnet.
Die Kategorien werden in der Transzendentalen Analytik der Kritik der reinen Vernunft aus ihrer notwendigen erkenntnistheoretischen Funktion hergeleitet („Transzendentale Deduktion“). Die zwölf Kategorien sind unter vier Titeln (Quantität, Qualität, Relation und Modalität) zusammengefasst. Jede Kategorie hat dabei die Funktion, die Vielheit oder Mannigfaltigkeit der anschaulichen Vorstellungen, die ein transzendentales Subjekt im Bewusstsein vorfindet, zu bestimmen und zu gliedern (Quantität), in Bezug zu anderen Begriffen stellen (Qualität), in Bezug zu anderen Erscheinungen (Relation) oder in Bezug zum Ganzen der Erfahrung (Modalität) zu stellen. Ihre Aufstellung („Kategorientafel“) entwickelt Kant aus der Urteilstafel, die die Funktionselemente jeder möglichen Verknüpfung Vorstellungen zu einem wahrheitsfähigen Urteil enthalten soll. Das Schematismus-Kapitel der Kritik der reinen Vernunft führt die „gegenständliche“ Lesart der Kategorien näher aus.
Friedrich Adolf Trendelenburg vertrat prominent die oft auch unter Kantforschern geteilte Kritik, dass Kant die den Kategorien zugrunde liegenden Urteilsformen nicht systematisch hergeleitet und damit als notwendig begründet habe. Eine jüngere Auseinandersetzung mit dieser Kritik findet sich insbesondere bei Klaus Reich und Michael Wolff, nach der die Herleitung aus der Urteilstafel nicht mit der Transzendentalen Deduktion selbst zu verwechseln sei.

## Charles S. Peirce
Für Charles S. Peirce war die Frage der Kategorien ein wesentlicher Ausgangspunkt seiner Philosophie. Peirce entwickelte eine Kategorienlehre, die sich nicht wie bei Kant mit den Arten der Erkenntnis, sondern mit Erscheinungsweisen des Sein befasst und die Grundlage seiner Zeichenlehre bildet. Die Kategorien von Peirce können nicht mit Logik beschrieben, sondern nur phänomenologisch untersucht werden. Sie sind in jedem Phänomen enthalten und daher universal. Begrifflich unterschied Peirce rein formal Erstheit, Zweitheit und Drittheit als Formen, in denen alles, was ist, sich widerspiegelt:
- „Erstheit ist die Weise, auf die etwas für sich selbst existieren würde, ohne Beziehung auf etwas anderes, so dass es keinen Unterschied machen würde, wenn nichts anderes existierte oder jemals existiert hätte oder existieren könnte.“ [7] Erstheit ist das Sein von etwas ohne Bezug auf etwas anderes. Es ist das Sein an sich, das als reine Möglichkeit besteht (z. B. Röte als Möglichkeit);
- „Eine Zweitheit kann man als eine Veränderung des Seins eines Gegenstandes definieren, die ipso facto eine Seinsweise eines vom ersten deutlich unterschiedenen Gegenstandes ist. Oder genauer gesagt ist Zweitheit dasjenige in jedem von zwei absolut getrennten und voneinander entfernten Gegenständen, das einen jeden von ihnen dem anderen zuordnet, nicht für meinen Geist oder für oder durch irgendeinen anderen vermittelten Gegenstand oder vermittelten Umstand welcher Art auch immer, sondern in diesen beiden Gegenständen allein, so dass es sich genauso verhalten würde, wenn nichts anderes existierte oder jemals existiert hätte oder existieren könnte.“[8] Zweitheit ist die Bestimmung des hier und jetzt von etwas Seiendem (der Gegensatz zweier noch unreflektierter Gefühle);
- „Die Idee der Drittheit ist die Veränderung des Seins eines Gegenstandes, welcher eine Erscheinungsweise eines zweiten ist, insofern er die Veränderungen eines Dritten ist. Man könnte sie einen inhärenten Grund nennen.“[9] Drittheit ist das Prinzip, das hinter den Dingen steht, die mit der Erscheinung verbundene Gesetzmäßigkeit (z. B. dass eine Tür zu öffnen ist, dass ein Tisch eine Ablagefläche hat, der Algorithmus des Computerprogramms).

Eine Verbindung zu den Kategorien Kants ergibt sich wieder, wenn Peirce Möglichkeit = Erstheit, Aktualität = Zweitheit und Notwendigkeit = Drittheit setzt. Ähnlich verhält es sich mit den Relationen Qualität (1), Tatsache (2) und Verhalten bzw. Gesetz (3) sowie mit den Begriffen Gegenstand (1), Relation (2) und Repräsentation (3). Die Triade war für Peirce eine grundlegende Perspektive auf alle Phänomene, und er sah sie sogar in der christlichen Dreifaltigkeit bestätigt. Die Kategorien sind zwar gedanklich unterscheidbar, aber sie sind nicht separierbar. Sie sind jeweils alle in jedem Gedanken enthalten und nur in einem langen Prozess der Aneignung mit Klarheit zu erfassen. Dementsprechend gibt es von Peirce immer wieder Texte verschiedener Annäherung an die Kategorien.

## Wilhelm Dilthey
Wilhelm Dilthey hat als einer der Begründer der Lebensphilosophie das Leben als die nicht hintergehbare Grundtatsache des Philosophierens festgestellt. Das Leben des Menschen ist immer ein an die Geschichte gebundener Fluss in der Zeit, in dem der Mensch seine Welt erlebt. In diesem Erleben sind für den Menschen drei Kategorien des Denkens maßgeblich, nämlich Werte, Zwecke und Bedeutungen, die durch die Dimension der Zeit miteinander verknüpft sind:
„Indem wir zurückblicken in der Erinnerung, erfassen wir den Zusammenhang der abgelaufenen Glieder des Lebensverlaufs unter der Kategorie der Bedeutung. Wenn wir in der Gegenwart leben, die von Realitäten erfüllt ist, erfahren wir im Gefühl ihren positiven oder negativen ‚wert, und wie wir uns der Zukunft entgegenstrecken, entsteht aus diesem Verhalten die Kategorie des Zweckes. Wir deuten das Leben als die Realisierung eines obersten Zwecks, dem sich alle Einzelzwecke unterordnen, als die Verwirklichung eines höchsten Gutes. Keine dieser Kategorien kann der andern untergeordnet werden, da jede aus einem andern Gesichtspunkt aus das Ganze des Lebens dem Verstehen zugänglich macht.“
Insgesamt hat Dilthey eine eigene Kategorienlehre verfasst (Die Kategorien des Lebens), die aus dem Nachlass veröffentlicht wurde, und in der Dilthey zwischen formalen und realen Kategorien unterschied. Die formalen Kategorien sind „in der Vernunft als solcher begründet, […] durch welche sich das Denken die Wirklichkeit erleuchtet.“ […]„Es gibt draußen keine Allgemeinheit, sondern es gibt nur Tatsachen, die das Denken in sie einordnet und so sich verdeutlicht.“ Zu dieser Art gehören Begriffe wie Ordnung, Beziehung, Identität, Gleichheit oder Unterschied. Demgegenüber sind die realen Kategorien Lebenskategorien, die die dem realen Lebenszusammenhang entnommen werden. Weil das Leben als Ganzes nicht durch Begriffe zu erfassen ist, gibt es auch keine Möglichkeit, die Lebenskategorien abschließend zu bestimmen. „Der Lebenszusammenhang und seine Struktur ist einer, er ist lebendig, ja das Leben selbst. Er ist nicht durch Begriffe zu ergründen. Daher ist auch nie ein Versuch gelungen, die Natur, Zahl und Ordnung dieser Kategorien festzustellen.“
Als maßgebliche Lebenskategorien nennt Dilthey die Selbigkeit, das Wirken und Leiden sowie Kategorien, die das Wesen beschreiben. Mit Selbigkeit bezeichnet Dilthey die unmittelbare Gewissheit, dass „in einer Lebenseinheit eine nur erlebbare, durch keinen Begriff ausdrückbare Einheit alles Unterschiedene und alle Veränderungen zusammenhält“. Die Selbigkeit ist aus der inneren Erfahrung des Ich gegeben und Grundlage dafür, dass es ein Du gibt, dass Vorstellungen wie Ding, Realität oder Substanz gebildet werden. Das Wirken und Leiden ist die Wechselwirkung des unmittelbar erfahrenen Willens, die willensförmigen Kräfte der Außenwelt, die etwa Kinder oder auch Naturvölker in besonderem Maße wahrnehmen. In einer kulturell weiterentwickelten Welt erst werden diese Begriffe in Vorstellungen von Ursache und Wirkung oder das abstrakt gefasste Kausalgesetz transformiert. Die dritte Kategoriengruppe ist schließlich die, in der Begriffe wie „Essentialität oder Wesen, Zweck, Wert, Sinn, Bedeutung“ erfasst werden. In diesen Kategorien liegt das, was den Mittelpunkt eines jeden Menschen ausmacht. In ihnen liegen Bedeutung und Sinn des Lebens. Aus ihnen leiten sich Kategorien wie Wert, Nutzen, Zweck und Mittel ab. „Wie nun aus lebendigen Wurzeln Substanz und Kausalität entspringen, dann aber eine abstrakte Form im Zusammenhang des Erkennens annehmen, so findet dieselbe Entwicklung auch von diesen Begriffen aus statt. Und auf diesem Wege entspringen dann die Kategorien des Wesens oder der Essentialität.“

## Alfred North Whitehead
Ein Kategorienschema bildet auch die Grundlage des Werkes Prozess und Realität von Alfred North Whitehead. Dieser verwendet die Kategorien als grundlegende Definitionen und Sätze einer systematischen metaphysischen Theorie, ähnlich wie naturwissenschaftliche Theorien aufgebaut sind. Zweck dieses Vorgehens ist es, die begriffliche Kohärenz seiner Metaphysik zu überprüfen, aber auch um seine Theorie auf naturwissenschaftliche Forschungsergebnisse anwenden zu können. Kohärent bedeutet, dass es in der Erfahrung keine Einzelereignisse geben darf, die im Widerspruch zu den allgemeinen Ideen (= Kategorien) oder auch nur außerhalb des inneren Zusammenhangs der Theorie stehen. Kategorien sind demnach allgemeingültige Begriffe und grundsätzliche Aussagen, die bei der Entwicklung einer Theorie deren Rahmen abstecken.

Die Kategorien bei Alfred North Whitehead. Whitehead richtet daran den Anspruch, dass sie "Adäquat und kohäerent" seien, also sowohl anwendbar als auch zusammenhängend.

Die oberste Stufe, die bei Whitehead eine ähnliche Stellung hat wie bei Aristoteles die Substanz, ist die „Kategorie des Elementaren“ (category of the ultimate) (PR 63). Das Werden ist ein dynamischer Prozess, in dem unablässig Neues geschaffen wird. Deshalb enthält die Kategorie des Elementaren das Moment der Kreativität. Diese ist die „Universalie aller Universalien“, weil sie als Prinzip, als innere anregende Kraft, als konstitutive Qualität in allen Elementen der Natur enthalten ist. Elementar ist auch die Frage nach Einheit und Vielheit. Einheit steht für das Eine, die Identität und Singularität einzelner Prozesselemente (Whiteheads Begriff: wirklicher Einzelwesen), die in ihrer Vielheit jedoch immer als miteinander verbunden gedacht werden müssen. Einheit und Vielheit setzen sich wechselseitig voraus. Sie haben in der Logik ihre Entsprechung in der Analyse der Relation von Teil und Ganzes. Das letzte Einzelne ist eine vieldimensionale, unendliche Teilung der ganzen Wirklichkeit. Kreativität bedeutet, dass im Werden eine neue Einheit aus einer Vielheit von Elementen entsteht. Hier zeigt sich deutlich Whiteheads Platonismus. So heißt es im Parmenides (156 ab): „Das Eins also, wie es scheint, da es das Sein erfaßt und fahren läßt, wird auch und vergeht [...] Da es nun eins ist und vieles und werdend und vergehend, wird nicht, wenn es eins wird, das Viel-sein vergehen, wenn es aber Vieles wird, das Eins-sein vergehen?“
Die Kategorie des Elementaren unterteilte Whitehead in die drei Kategorien der Existenz, der Erklärung und der Verbindlichkeiten. Kategorien der Existenz benennen als Klasse des Seienden die Grundelemente der Realität. Hierzu gehören vor allem die wirklichen Einzelwesen bzw. wirklichen Ereignisse, Relationen bzw. Informationen, Zusammenhänge (Nexus), Formen, Kontraste und zeitlose Gegenstände als reine Potenziale. Erklärungskategorien dienen der Beschreibung von Elementarereignissen. Hier führte Whitehead in 27 erläuternden Aussagen auf, was einen Prozess ausmacht. Die neun Kategorien der Verbindlichkeiten beziehen sich auf die subjektive Binnenperspektive. Sie beschreiben die Bedingungen, den Möglichkeitsraum, unter denen ein Prozess ablaufen kann.
„Jedes Einzelwesen sollte ein spezifischer Fall einer Kategorie der Existenz, jede Erklärung ein spezifischer Fall von Kategorien der Erklärung und jede Bedingung ein spezifischer Fall der kategorialen Verbindlichkeiten sein. Die Kategorie des Elementaren formuliert das allgemeine Prinzip, das in den drei spezielleren Kategorientafeln vorausgesetzt wird.“ (PR 61)

## Nicolai Hartmann
In seinem Werk „Der Aufbau der realen Welt“ entwickelte Nicolai Hartmann eine allgemeine Kategorienlehre, die auf dem Schichtenbau des Seienden beruht.
Das reale Sein unterteilte er in die aufsteigenden Schichten von Unorganischem, Leben, Seele und Geist. Jede Schicht baut auf der nächsten Stufe auf. In jeder Schicht gelten Fundamentalkategorien und spezifische Kategorien. Die Fundamentalkategorien bestehen aus Gegensatzpaaren (AdrW, 230). Sie sind elementar und nicht auf andere rückführbar.
Liste der Fundamentalkategorien
- Prinzip und Concretum
- Struktur und Modus
- Form und Materie
- Inneres und Äußeres
- Determination und Dependenz
- Einheit und Mannigfaltigkeit
- Einstimmigkeit und Widerstreit
- Gegensatz und Dimension
- Diskretion und Kontinuität
- Substrat und Relation
- Element und Gefüge

Hartmann betonte, dass seine Kategorien – anders als bei Aristoteles und Kant – nicht nach einem einheitlichen Prinzip ermittelt sind. Sie haben jedoch die grundlegende Eigenschaft, dass aus jedem Paar sich die anderen Paare schrittweise ableiten lassen. Hierdurch bilden die Kategorien jeweils einen Aspekt eines einheitlichen Zusammenhangs ab (AdrW, 255). Die Kategorienpaare haben in sich eine innere Bezogenheit und untereinander eine äußere Bezogenheit. Der Gehalt der Kategorien ist in den einzelnen Schichten unterschiedlich. So ist Determination etwa auf der Ebene des Unorganischen als physikalische Kausalität, auf der Ebene des Lebens als Trieb, in der Seele als Motiv und im Geistigen als Grund zu interpretieren.
Im dritten Teil von „Aufbau der realen Welt“ stellte Hartmann kategoriale Gesetzmäßigkeiten auf:
1. Kategorien sind mit dem Konkreten fest verbunden.
2. Kategorien bedingen sich innerhalb einer Kategorienschicht.
3. Kategorien aus der höheren Schicht enthalten viele der Kategorien aus der unteren Schicht, jedoch in abgewandelter Form.
4. Höhere Schichten sind von den niedrigeren abhängig, aber nicht umgekehrt.

Betrachtet man den Zusammenhang von Schichten und Kategorien, so enthalten für Hartmann viele Weltanschauungen den Grundfehler der prinzipiellen Einseitigkeit.
- Der Materialismus versucht, organische, seelische und geistige Phänomene aus physikalischen Prozessen abzuleiten und übersieht die komplexeren Strukturen auf der jeweils höheren Ebene.
- Ähnlich versucht der Biologismus Seelisches und Geistiges aus den Lebensprinzipien zu begründen und übersieht die Gesetze des Novums und der Freiheit (AdrW, 498)
- Der Vitalismus versucht eine Erklärung mit dem Prinzip der Finalität, obwohl dies eine Kategorie des Geistes ist.
- Im Idealismus erfolgt eine Erklärung der Welt aus dem Prinzip des Subjektes, obgleich das Subjekt der Schicht des Geistes zuzuordnen ist.

## Analytische Philosophie
Die moderne analytische Ontologie formuliert Theorien von den grundlegenden Kategorien, Dingen, Eigenschaften, Ereignissen, Teilen und Ganzheiten unter dem Gesichtspunkt der logischen Form der Sprache. Während Rudolf Carnap kategoriale Existenzfragen von sogenannten „internen“ Existenzfragen innerhalb eines Sprachlichen Rahmens trennen wollte und die kategorialen als Scheinprobleme abtat, griff Willard Van Orman Quine diese Unterscheidung an und vertrat vielmehr eine Theorie des „ontological commitment“ einer Theorie auf einen bestimmten Objektbereich. Dabei steht im Mittelpunkt, wie sich die verschiedenen Kategorien logisch zueinander verhalten und ob sich bestimmte Kategorien auf andere reduzieren lassen. Zentrale Begriffe sind hier Entitäten, Universalien, Einzeldinge, Eigenschaften, Sachverhalte und tropes (numerisch identische Instanzen von Eigenschaften). Reinhardt Grossmann etwa bezeichnet Kategorien als „Arten von abstrakten Dingen“ und führt eine Liste von sieben solcher Arten an: Individuen, Eigenschaften, Beziehungen, Strukturen, Mengen, Quantoren und Tatsachen.

## Spezielle Kategorienlehre
Die philosophische Kategorienlehre befasst sich vorrangig mit den allgemeinen, für viele oder für alle Erkenntnisbereiche als gültig angesehenen Kategorien. Daneben sind Ansätze „regionaler Kategorienlehren“ entstanden, zumal kategorialanalytische Untersuchungen hier das entsprechende Fachwissen der betreffenden Bereiche erfordern.
Das Nachdenken über passende Kategorien und über Kategorienfehler ist insbesondere für die Biologie und mehr noch für die Psychologie wichtig.
Inwieweit sind Lebensphänomene auf elementare Kategorien und Gesetze der organischen Chemie und der Physik zurückzuführen? Sind das Bewusstsein und das Verhalten des Menschen in den Kategorien der Neurophysiologie oder der Sozialwissenschaften treffend und vollständig (adäquat) zu erfassen? (siehe Explikation von Begriffen)

## Weitere Autoren zur Kategorienlehre
- Georg Wilhelm Friedrich Hegel (1770–1831) in seiner Dialektik und in der Lehre vom Sein, Wesen und Begriff, ausformuliert in der Wissenschaft der Logik[26]
- Ernst Bloch (1885–1977) - besonders im Alterswerk Experimentum Mundi
- Wolfgang Cramer[27]
- Eduard von Hartmann (1842–1906) thematisierte Kausalität, Finalität und Substanzialität[28]
- Simon Heinrich Adolf Herling (1780–1849) wies in einer sprachtheoretisch orientierten Untersuchung auf die häufig vorzufindende Inkongruenz von Form und Inhalt hin[29]
- Hans Heyse (1891–1976)[30]
- Friedrich Kaulbach (1912–1992)[31]
- Emil Lask (1875–1915) in Hinblick auf den Zusammenhang von Sein und Geltung[32]
- Johannes Heinrichs (* 1942)[33]
- Ernst Kleinert (mathematische Kategorienlehre)
- Othmar Spann thematisierte die Ganzheit als oberste Kategorie[34]